# Hollywood Lie
Hollywood Lie è un singolo della cantante norvegese Hanah, pubblicato nel 2001 su etichetta discografica EMG Records Norway come secondo estratto dal suo album di debutto Myself.

## Tracce
1. Hollywood Lie – 3:29
2. Hollywood Lie (versione strumentale) – 3:35

## Classifiche
| Classifica (2001) | Posizione massima |
| ----------------- | ----------------- |
| Norvegia          | 3                 |